# Montanha Ute
A Montanha Ute é um pico das montanhas Ute, uma pequena cordilheira no extremo sudoeste do Colorado. Situa-se no topo norte da Ute Mountain Ute Reservation, que forma o canto sudoeste do estado do Colorado e do Condado de Montezuma.

## Further reading
- Pratt, W. P.; J. H. Irwin (USGS) and W. C. Henkes (US Bureau of Mines) (1976). Status Of Mineral Resource Information For The Ute Mountain Indian Reservation, Colorado And New Mexico. Col: Administrative report BIA-17. [S.l.]: [S.l.]: The Bureau. OCLC 16819565
- Ekren, E. B.; F. N. Houser (1965). Geology and petrology of the Ute Mountains area, Colorado. Col: United States Geological Survey Professional Paper 481. [S.l.: s.n.] OCLC 3603776
- Cunningham, Charles G; Charles W. Naeser, Richard F. Marvin, Robert G. Luedke, and Alan R. Wallace (1994). Ages of Selected Intrusive Rocks and Associated Ore Deposits in the Colorado Mineral Belt. Col: Ages of Selected Intrusive Rocks and Associated Ore Deposits in the Colorado Mineral Belt. [S.l.: s.n.] OCLC 31009681